# Чрмля
Чрмля (словен. Črmlja) — поселення в общині Трновська Вас, Подравський регіон‎, Словенія.